# Petrographie
Die Petrographie (von altgriechisch pétros (πέτρος) „Stein“ und gráphein „schreiben“) ist die beschreibende Wissenschaft von den Gesteinen. Sie liefert mit detaillierten Objektbeschreibungen eine empirische Grundlage, ohne die das wissenschaftliche Verständnis von Gesteinen nicht möglich wäre. Im Anschluss an eine makroskopisch orientierte Frühphase (bis ca. 1866) begann durch die intensive Nutzung des Polarisationsmikroskops eine rasante Erfolgsgeschichte der Petrographie. Es etablierte sich „das Mikroskop als Grundlage aller Petrographie“. Entscheidend für die damit reformierte, bis heute gültige Selbstdefinition der Petrographie waren im deutschsprachigen Raum vor allem die Petrographen Zirkel und Rosenbusch. Zum Polarisationsmikroskop kamen lange danach weitere moderne Untersuchungsmethoden hinzu (z. B. die Mikrosonde; siehe unten).
In ihrer Frühphase tauchte als Alternativbezeichnung für „Petrographie“ kurz das Wort „Lithologie“ (von lithos (λίθος) „Stein, Gestein“ und lógos „Wort, Vernunft“) auf. Dieses Synonym hat sich nicht durchgesetzt. Der Ausdruck „Lithologie“ wird im Bereich Petrographie schon sehr lange nicht mehr verwendet.
Die Petrographie ist keine Teildisziplin der Petrologie. Beide sind als separate wissenschaftliche Sparten innerhalb des klassischen universitären Fachs "Mineralogie" weitgehend eigenständig, mit klar unterschiedenen Themen, Fragen und Erkenntniszielen.
Es geht in der Petrographie um eine möglichst interpretations- und deutungsarme neutrale Sichtung und Dokumentation empirischer Sachverhalte: um die Bestimmung des Mineralbestands von Gesteinen sowie die genaue Charakterisierung der Gesteinsgefüge, vor allem im lichtmikroskopischen Vergrößerungsbereich. Hinzu kommt die Aufgabe, die beschriebenen Gesteine adäquat zu benennen und zu kategorisieren. Die Petrographie bemüht sich also um ein sinnvolles Ordnen der verschiedenen Gesteine, schon bevor deren physikalisch-chemische Entstehungsmechanismen im Detail geklärt sind. Die grobe Zuordnung eines Gesteins zu den drei großen Gruppen „magmatische Gesteine“, „metamorphe Gesteine“ oder „Sedimentgesteine“ ist in den meisten Fällen allerdings schon aufgrund des bloßen petrographischen Befunds problemlos möglich.
Das Ziel der Petrologie ist dagegen die physikalisch-chemische Entschlüsselung der Entstehungswege von Gesteinen, d. h. die exakte Erforschung petrogenetischer Prozesse. Letzteres kann man erst sinnvoll angehen, wenn die Petrographie ihre Arbeit zumindest in Grundzügen getan hat, d. h. wenn klar ist, wie ein Gestein beschaffen ist (Zusammensetzung und Gefüge), dessen Genese man physikalisch-chemisch detailliert klären möchte.
Die Tatsache, dass Petrographie und Petrologie sich getrennt voneinander entwickelt haben und sich jeweils als etwas eigenes definierten, hat ihren Grund nicht nur in den ganz unterschiedlichen Fragestellungen. Sie hat auch eine wissenschaftsgeschichtliche Ursache. 1866 erschien der voluminöse zweibändige Klassiker von Ferdinand Zirkel „Lehrbuch der Petrographie“. Diese befand sich als beschreibende Wissenschaft also bereits 1866 in einem präsentablen Zustand. Im gleichen Jahr war an eine adäquate physikalisch-chemische Erklärung von petrogenetischen Prozessen – dem Thema der künftigen Petrologie – nicht einmal ansatzweise zu denken. Petrologie ist eine Anwendung physikalisch-chemischen, speziell thermodynamischen Denkens auf natürliche Systeme. Ein zentraler Aspekt ist hier die physikalisch-chemische Phasenlehre. Letztere war 1866 noch lange nicht entwickelt. Die Petrologie ist als Wissenschaftssparte daher wesentlich jünger als die Petrographie.
Im Gang der Erkenntnis ist die Petrographie der Petrologie also zunächst vorgeschaltet. In der Folge kommt es dann aber vor, dass die Petrographie Fragen von der Petrologie gestellt bekommt. Im Zuge von Theorie-Entwürfen zur Gesteinsentstehung können sich sehr spezielle Detailfragen bezüglich des Gesteinsgefüges ergeben. Das gilt speziell dann, wenn ein theoretisch denkbarer Gesteinsbildungsmechanismus A ein anderes Gefügebild im Gestein zur Folge hätte als ein denkbarer Alternativmechanismus B. In solch einem Fall kann das beobachtbare Gefügebild zum Entscheidungskriterium zwischen zwei oder mehreren diskutierten Gesteinsbildungsmechanismen (petrogenetischen Theorie-Entwürfen) werden. Man geht dann mit einer präzisen Frage von der Petrologie zurück zur Petrographie, um den zuvor vorhandenen allgemeinen petrographischen Gefüge-Befund unter dem betreffenden neuen Aspekt zu präzisieren. Rückfragen der Petrologie an die Petrographie können sich auch aus anderen Gründen ergeben. Solch mögliche Rückfragen ändern aber nichts an der logisch klaren Trennung zwischen Petrologie und Petrographie. Es gibt keinen Grund, beide zu vermischen oder als Einheit aufzufassen.
Die Hauptfragen der Petrographie lauten:
- Wie sind die verschiedenen Gesteine genau zusammengesetzt? (Mineralbestand des jeweiligen Gesteins, Zusammensetzung eines eventuell vorhandenen Glasanteils)
- Wie kann man vorgehen, wenn bei der Feststellung des Mineralbestands unüberwindliche Probleme auftauchen? (Thema „Normberechnungen“)
- Wie sehen die jeweiligen Gesteine genau aus, vor allem im mikroskopischen Vergrößerungsbereich? (Wachstums- und Verwachsungsformen der Kristalle im Gestein, Gefügemerkmale verschiedenster Art)
- Wie lassen sich Gesteine sinnvoll benennen und klassifizieren?
- Welche Terminologie ist zur Beschreibung von Gesteinsgefügen sinnvoll?

## Arbeitsschritte und Untersuchungsmethoden
Der Petrograph geht im Prinzip in folgenden Schritten vor:
1.: Feldarbeit: Ähnlich wie beim kartierenden Geologen werden zunächst möglichst alle Material- und Gefügeeigenschaften registriert und dokumentiert, die man mit bloßem Auge und Lupe am Gestein im Gelände feststellen kann. Das Resultat ist, da nur makroskopisch gewonnen, vorläufig. Dann werden geeignete Proben (Handstücke) genommen. Erscheint die genaue Richtung von Gefügeelementen (z. B. Schieferung) im Einzelfall bedeutsam, so werden Proben orientiert entnommen. Hierzu ermittelt man mit dem Geologenkompass Daten zur Orientierung von Gefügeelementen im Raum. Zur späteren Zuordnung dieser Richtungs-Daten zum Handstück werden an diesem Markierungen angebracht.
2.: Die Hauptarbeit folgt im Labor: Herstellung und polarisationsmikroskopische Untersuchung von Gesteinsdünnschliffen (engl.: thin sections). Zum Polarisationsmikroskop gibt es ergänzende Vorrichtungen für Spezialuntersuchungen, z. B. zum Studium von unverletzt erhaltenen Flüssigkeitseinschlüssen in Mineralkörnern. Es gibt auch Hilfsvorrichtungen fürs Mikroskop, die die quantitative Bestimmung des Mineralbestands im Dünnschliff erleichtern (mechanische bzw. optische Mineralkorn-Auszählverfahren an Dünnschliffen). Man erhält so Daten zum objektiven Mineralbestand im Gestein, den man „modalen Mineralbestand“ oder kurz „Modus“ nennt. In ähnlicher Weise lassen sich mittels systematischer Auszählverfahren auch Gefügemerkmale in ihrer Häufigkeit im Dünnschliff erfassen.
3.: Ergänzende Informationen zum modalen Mineralbestand liefern Methoden, die nicht spezifisch petrographisch sind, sondern in allen Materialwissenschaften genutzt werden. Das ist neben der gewöhnlichen chemischen Analyse des Gesamtgesteins (Ermittlung der „chemischen Pauschalzusammensetzung“) insbesondere die Röntgendiffraktometrie. Gelegentlich werden auch andere, z. B. magnetische Gesteins-Eigenschaften gemessen.
4.: Die klassische Polarisationsmikroskopie wird heute häufig durch die Elektronenstrahl-Mikrosonde ergänzt. Diese liefert chemische Informationen mit direktem Bezug zum Gesteinsgefüge (mikrochemische Petrographie). Zu stärkeren Vergrößerungen hin schließen sich elektronenmikroskopische Untersuchungen an.
5.: Im Bereich Erze (im Dünnschliff undurchsichtig) nutzt man statt der Durchlicht-Polarisationsmikroskopie die Erzmikroskopie, eine Methode im Auflicht-Verfahren.

## Normberechnungen
Bei einigen Gesteinen ist die Materie nicht vollständig kristallisiert, sondern ganz bzw. teilweise glasig erstarrt. Sie lassen sich daher nicht ohne weiteres mit gut kristallisierten Gesteinen vergleichen: Bei letzteren ist ein „modaler Mineralbestand“ als Charakteristikum des ganzen Gesteins quantitativ ermittelbar, bei ersteren nicht. Das gleiche Problem tritt bei Gesteinen mit extrem feinkristallinen, insbesondere „kryptokristallinen“ Bereichen auf. Will man den Vergleich dennoch anstellen, so kann man versuchen, aus der chemischen Pauschalzusammensetzung des Gesteins eine Mineralzusammensetzung zu errechnen, die das Gestein mutmaßlich hätte, wenn es in der Natur die Zeit gehabt hätte, durchweg erkennbar große Kristalle auszubilden. Einen solch fiktiven Mineralbestand nennt man „normativen Mineralbestand“. Die Petrographie hat sich, neben ihren sonstigen Zielen, auch zur Aufgabe gemacht, normative Mineralbestände zu errechnen. Es konkurrieren unterschiedliche Normberechnungsverfahren miteinander. Zu nennen sind vor allem die CIPW-Norm und die Rittmann-Norm. Normberechnungen sind meist so kompliziert, dass man heute Computerprogramme dafür einsetzt. Nicht selten führen unterschiedliche Normberechnungsverfahren beim gleichen Gestein zu unterschiedlichen „normativen Mineralbeständen“. Das hat folgenden Grund:
Bei Normberechnungen fließen – unvermeidbar – bestimmte theoretische Annahmen mit ein. Bei verschiedenen Normberechnungsverfahren sind das unterschiedliche hypothetische Vorgaben. Hier wagt sich die ansonsten möglichst streng empirisch agierende Petrographie ein wenig ins Virtuelle. Grund für diesen nicht selbstverständlichen Schritt ist das Ziel, die unterschiedlichsten Gesteine nach möglichst einheitlich-systematischen Gesichtspunkten zueinander in Beziehung zu setzen, das heißt zu sortieren und zu kategorisieren. Hierzu sind vergleichbare Datensätze erforderlich, notfalls also auch „normative Mineralbestände“.

## Fachsprachliches und Nomenklaturfragen
Durch ihre Zielsetzung „Gesteins-Systematik“ sind in der Petrographie Nomenklaturfragen von Bedeutung: Die Themen Gesteins-Beschreibung und Gesteins-Benennung werden verknüpft.
Nomenklaturfragen tauchen aber nicht nur beim jeweiligen Gestein als einem Ganzen auf, sondern auch bei Teilaspekten von Gesteinen, vor allem beim Gefüge. Gesteine werden von Laien in ihrer Alltagssicht oft als eher gleichgültig-unansprechend, d. h. als kaum nennenswert verschieden empfunden. In Wahrheit jedoch halten sie, was ihre mikroskopischen Gefügebilder und ihre sehr unterschiedlichen Kristallentwicklungen betrifft, eine spektakuläre Mikro-Welt bereit, eine Welt vielfältigster Formen, mit hoher (auch ästhetischer) mikroskopischer Attraktivität. Diese Vielfalt lässt sich bereits an der schieren Menge der Gefüge-Fachbegriffe erahnen, die sich in der Petrographie im Laufe ihrer über 160-jährigen Geschichte etabliert haben. Adjektive zur Charakterisierung von Gesteinsgefügen sind zum Beispiel:
glomerophyrisch, hyaloophitisch, pilotaxitisch, perthitisch, trachytisch, myrmekitisch, panallotriomorph-körnig, doleritisch, holokristallin, hypidiomorph, blastisch, aphyrisch, hyalopilitisch, variolitisch, poikilitisch, xenomorph, kryptoperthitisch, blastokataklastisch, symplektitisch, poikiloblastisch, miarolitisch, arboreszierend etc. Man spricht von porphyrischem Gefüge, ophitischem Gefüge, subophitischem Gefüge, intersertalem Gefüge, Spinifex-Gefüge, von Kammtextur und so weiter. Details zu den exakten Bedeutungen solcher Gefüge-Begriffe sind der Fachliteratur zu entnehmen.
Vereinzelt findet man erste Zugänge zum wissenschaftlich anspruchsvollen und ästhetisch attraktiven Thema „Petrographie“ bereits in populärwissenschaftlichen Werken.